# Vogtland Arena
Le tremplin de Vogtland Arena est un tremplin de saut à ski situé à Klingenthal en Allemagne.